# Mohammed Sangare
Mohammed Sangare (Monrovia, 28 dicembre 1998) è un calciatore liberiano, centrocampista svincolato della nazionale liberiana.

## Carriera

### Club
Dopo aver fatto parte della rosa del Newcastle Utd, club della massima serie inglese, nella stagione 2020-2021 viene ceduto in prestito all'Accrington Stanley, club di terza divisione, con cui esordisce tra i professionisti. A fine anno torna al Newcastle, che poi nell'estate del 2022 lo cede nuovamente (questa volta però a titolo definitivo) all'Accrington Stanley.

### Nazionale
Nel 2019 ha esordito con la nazionale liberiana.

## Statistiche

### Presenze e reti nei club
Statistiche aggiornate al 19 maggio 2024.
| Stagione                  | Squadra                   | Campionato                | Campionato | Campionato | Coppe nazionali | Coppe nazionali | Coppe nazionali | Coppe continentali | Coppe continentali | Coppe continentali | Altre coppe | Altre coppe | Altre coppe | Totale | Totale |
| Stagione                  | Squadra                   | Comp                      | Pres       | Reti       | Comp            | Pres            | Reti            | Comp               | Pres               | Reti               | Comp        | Pres        | Reti        | Pres   | Reti   |
| ------------------------- | ------------------------- | ------------------------- | ---------- | ---------- | --------------- | --------------- | --------------- | ------------------ | ------------------ | ------------------ | ----------- | ----------- | ----------- | ------ | ------ |
| 2020-2021                 | Accrington Stanley        | FL1                       | 2          | 0          | FACup+CdL       | 0+1             | 0               |                    | -                  | -                  | FLT         | 1           | 0           | 4      | 0      |
| 2021-2022                 | Newcastle Utd             | PL                        | 0          | 0          | FACup+CdL       | 0               | 0               |                    | -                  | -                  | -           | -           | -           | 0      | 0      |
| 2022-2023                 | Accrington Stanley        | FL1                       | 22         | 0          | FACup+CdL       | 0+1             | 0               |                    | -                  | -                  | FLT         | 3           | 0           | 26     | 0      |
| Totale Accrington Stanley | Totale Accrington Stanley | Totale Accrington Stanley | 24         | 0          |                 | 2               | 0               |                    | -                  | -                  |             | 4           | 0           | 30     | 0      |
| 2023-2024                 | Livingston                | SP                        | 25         | 1          | CS+CdL          | 3+5             | 0               | -                  | -                  | -                  | -           | -           | -           | 33     | 1      |
| Totale carriera           | Totale carriera           | Totale carriera           | 49         | 1          |                 | 10              | 0               |                    | -                  | -                  |             | 4           | 0           | 63     | 1      |

### Cronologia presenze e reti in nazionale
| Cronologia completa delle presenze e delle reti in nazionale ― Liberia | Cronologia completa delle presenze e delle reti in nazionale ― Liberia | Cronologia completa delle presenze e delle reti in nazionale ― Liberia | Cronologia completa delle presenze e delle reti in nazionale ― Liberia | Cronologia completa delle presenze e delle reti in nazionale ― Liberia | Cronologia completa delle presenze e delle reti in nazionale ― Liberia | Cronologia completa delle presenze e delle reti in nazionale ― Liberia | Cronologia completa delle presenze e delle reti in nazionale ― Liberia |
| Data                                                                   | Città                                                                  | In casa                                                                | Risultato                                                              | Ospiti                                                                 | Competizione                                                           | Reti                                                                   | Note                                                                   |
| ---------------------------------------------------------------------- | ---------------------------------------------------------------------- | ---------------------------------------------------------------------- | ---------------------------------------------------------------------- | ---------------------------------------------------------------------- | ---------------------------------------------------------------------- | ---------------------------------------------------------------------- | ---------------------------------------------------------------------- |
| 24-3-2019                                                              | Kinshasa                                                               | RD del Congo                                                           | 1 – 0                                                                  | Liberia                                                                | Qual. Coppa d'Africa 2019                                              | -                                                                      | 73’                                                                    |
| 26-3-2019                                                              | Abidjan                                                                | Costa d'Avorio                                                         | 1 – 0                                                                  | Liberia                                                                | Amichevole                                                             | -                                                                      | 59’                                                                    |
| 4-9-2019                                                               | Monrovia                                                               | Liberia                                                                | 3 – 1                                                                  | Sierra Leone                                                           | Qual. Mondiali 2022                                                    | 1                                                                      | 75’                                                                    |
| 8-9-2019                                                               | Freetown                                                               | Sierra Leone                                                           | 1 – 0                                                                  | Liberia                                                                | Qual. Mondiali 2022                                                    | -                                                                      | 57’                                                                    |
| 9-10-2019                                                              | Monrovia                                                               | Liberia                                                                | 1 – 0                                                                  | Ciad                                                                   | Qual. Coppa d'Africa 2021                                              | -                                                                      | 58’                                                                    |
| 24-3-2022                                                              | Aksu                                                                   | Liberia                                                                | 0 – 4                                                                  | Benin                                                                  | Amichevole                                                             | -                                                                      | 56’                                                                    |
| 27-3-2022                                                              | Adalia                                                                 | Liberia                                                                | 0 – 1                                                                  | Sierra Leone                                                           | Amichevole                                                             | -                                                                      |                                                                        |
| 29-3-2022                                                              | Aksu                                                                   | Liberia                                                                | 1 – 2                                                                  | Burundi                                                                | Amichevole                                                             | -                                                                      | 82’                                                                    |
| 24-3-2023                                                              | Soweto                                                                 | Sudafrica                                                              | 2 – 2                                                                  | Liberia                                                                | Qual. Coppa d'Africa 2023                                              | 1                                                                      | 46’ 83’                                                                |
| 28-3-2023                                                              | Monrovia                                                               | Liberia                                                                | 1 – 2                                                                  | Sudafrica                                                              | Qual. Coppa d'Africa 2023                                              | -                                                                      | 46’                                                                    |
| 12-9-2023                                                              | Accra                                                                  | Ghana                                                                  | 3 – 1                                                                  | Liberia                                                                | Amichevole                                                             | -                                                                      | 62’                                                                    |
| 14-10-2023                                                             | Monrovia                                                               | Liberia                                                                | 2 – 3                                                                  | Libia                                                                  | Amichevole                                                             | -                                                                      | 90+6’                                                                  |
| 17-10-2023                                                             | Agadir                                                                 | Marocco                                                                | 3 – 0                                                                  | Liberia                                                                | Qual. Coppa d'Africa 2023                                              | -                                                                      | 15’                                                                    |
| 17-11-2023                                                             | Paynesville                                                            | Liberia                                                                | 0 – 1                                                                  | Malawi                                                                 | Qual. Mondiali 2026                                                    | -                                                                      |                                                                        |
| 20-11-2023                                                             | Paynesville                                                            | Liberia                                                                | 3 – 0 tav                                                              | Guinea Equatoriale                                                     | Qual. Mondiali 2026                                                    | -                                                                      |                                                                        |
| 20-3-2024                                                              | Marrakech                                                              | Gibuti                                                                 | 0 – 2                                                                  | Liberia                                                                | Qual. Coppa d'Africa 2025                                              | 1                                                                      |                                                                        |
| 26-3-2024                                                              | Monrovia                                                               | Liberia                                                                | 0 – 0                                                                  | Gibuti                                                                 | Qual. Coppa d'Africa 2025                                              | -                                                                      |                                                                        |
| 5-6-2024                                                               | Johannesburg                                                           | Namibia                                                                | 1 – 1                                                                  | Liberia                                                                | Qual. Mondiali 2026                                                    | -                                                                      |                                                                        |
| 9-6-2024                                                               | Oujda                                                                  | São Tomé e Príncipe                                                    | 0 – 1                                                                  | Liberia                                                                | Qual. Mondiali 2026                                                    | -                                                                      |                                                                        |
| 6-9-2024                                                               | Lomé                                                                   | Togo                                                                   | 1 – 1                                                                  | Liberia                                                                | Qual. Coppa d'Africa 2025                                              | -                                                                      |                                                                        |
| 10-9-2024                                                              | Monrovia                                                               | Liberia                                                                | 0 – 3                                                                  | Algeria                                                                | Qual. Coppa d'Africa 2025                                              | -                                                                      |                                                                        |
| 13-11-2024                                                             | Monrovia                                                               | Liberia                                                                | 1 – 0                                                                  | Togo                                                                   | Qual. Coppa d'Africa 2025                                              | 1                                                                      | 74’                                                                    |
| 17-11-2024                                                             | Tizi Ouzou                                                             | Algeria                                                                | 5 – 1                                                                  | Liberia                                                                | Qual. Coppa d'Africa 2025                                              | -                                                                      | cap. 84’                                                               |
| Totale                                                                 |                                                                        | Presenze                                                               | 23                                                                     |                                                                        | Reti                                                                   | 4                                                                      |                                                                        |